# Parafia Niepokalanego Serca Najświętszej Maryi Panny w Antolce
Parafia Niepokalanego Serca Najświętszej Maryi Panny w Antolce – parafia rzymskokatolicka, znajdująca się w diecezji kieleckiej, w dekanacie miechowskim.